# Inuit Tapiriit Kanatami
Pour les articles homonymes, voir ITK.
L'Inuit Tapiriit Kanatami (ITK ; en inuktitut : ᐃᓄᐃᑦ ᑕᐱᕇᑦ ᑲᓇᑕᒥ) est une organisation au Canada qui représente plus de 50 400 Inuits. Elle fut fondée en 1971 sous le nom de Inuit Tapirisat (en français : « Fraternité inuite ») et renommé Inuit Tapiriit Kanatami (ITK) en 2001. En 2019, l'organisation représentait plus de 65 000 personnes réparties dans 51 communautés.

## Historique
L'organisation représente les Inuits répartis sur quatre régions du Canada : Nunatsiavut (dans la province de Terre-Neuve-et-Labrador), Nunavik (au nord de la province de Québec), Nunavut et la région désignée des Inuvialuit (à cheval sur les territoires du Yukon et des Territoires du Nord-Ouest). Son quartier général est à Ottawa, la capitale du Canada. Le statut de l'organisation vis-à-vis du nombre toujours plus élevé d'Inuits résidant en dehors de ces régions historiques reste flou.
Un des buts de l'organisation est de préserver la culture inuite ainsi que leur langue, l'inuktitut. C'est ainsi que l'Inuit Tapiriit Kanatami publie un magazine culturel trimestriel appelé Inuktitut, dont le contenu est en inuktitut (en syllabaire inuktitut), en inuinnaqtun (en alphabet latin), en anglais et en français.
L'organisation représente aussi les Inuits dans les pourparlers avec le gouvernement du Canada et parle publiquement en leur nom.
L'Inuit Tapiriit Kanatami est administré par un comité de direction et un président. Le comité de direction est composé des présidents des quatre organisations régionales, qui disposent du droit de vote, tandis que les présidents du National Inuit Youth Council (organisation représentant les intérêts des jeunes Inuits) et de la branche canadienne de la Conférence circumpolaire inuite (ONG représentant les Inuits vivant en Russie, aux États-Unis, au Groenland et au Canada) en sont dépourvus. En général, le président ne vote pas, sauf si aucune majorité ne se dégage à l'issue d'un vote. N'importe quel Inuit éligible peut se présenter à la présidence. Le comité de direction élit le président.
Le président actuel est Natan Obed (en), depuis septembre 2015.
En mars 2022, Natan Obed a été reçu par le pape François. Il a sollicité son intervention afin que le prêtre français Johannes Rivoire soit jugé pour des agressions sexuelles quand il exerçait sur le territoire des Inuits. L'évêque canadien William Terrence McGrattan abonde dans ce sens en indiquant « l’Église doit prendre ses responsabilités pour toute situation d’abus sexuel ». Par ailleurs, le 29 mars, la justice canadienne a émis un autre mandat d’arrêt à l'encontre de Johannes Rivoire à la suite d'une nouvelle plainte d’agression sexuelle survenue il y a environ 47 ans.